# Viviana Zocco
Viviana Zocco là một nữ doanh nhân người Argentina. Bà là người sáng lập và là giám đốc điều hành của TKM, một nền tảng giải trí ngôn ngữ hàng đầu của Tây Ban Nha và Grupo VI-DA. Cô cũng là người sáng lập và là giám độc điều hành của một hệ sinh thái eBook Tiếng Tây Ban Nha. Zocco được coi là một trong những nữ doanh nhân thành công nhất ở châu Mỹ Latinh. Năm 2016, cô trở thành Trưởng nhóm tại Argentina của tổ chức phụ nữ quốc tế UPWARD Women.

## Tiếu sử

### Học vấn
Zocco sinh ra ở  Buenos Aires, Argentina, vào ngày 21 tháng 4 năm 1962. Bà có bằng kế toán từ trường đại học Pontificia Universidad Católica Argentina. Năm 1988, Bà bắt đầu bằng thạc sĩ về quản trị kinh doanh MBA tại Đại học Universidad del CEMA và tốt nghiệp năm 1990. Sau đó, Bà đã dành một năm ở Virginia nơi bà theo học tại Trường quản trị kinh doanh Darden Graduate của Đại học Virginia.

### Sự nghiệp
Trong khi học đại học, Zocco bắt đầu làm việc cho Bank of America ở Argentina vào năm 1984. Năm 1988, bà tiếp tục làm Giám đốc tài chính cho Dow Chemical nơi bà ở lại làm việc cho đến năm 1992.

#### Standard & Poor's
Năm 1992, Zocco cùng với Diana Mondino đồng sáng lập ra Risk Analysis SA, một trong những cơ quan xếp hạng địa phương đầu tiên ở Argentina. Vì sự thành công của nó nên được  Standard & Poor's, mua lại vào năm 1995, với Zocco đảm nhận vai trò Giám đốc điều hành kinh doanh gốc Châu Mỹ Latinh và Trưởng văn phòng Buenos Aires tại S&P.